# La maledizione della prima luna
La maledizione della prima luna (Pirates of the Caribbean: The Curse of the Black Pearl) è un film del 2003 diretto da Gore Verbinski; prodotto da Walt Disney Pictures e Jerry Bruckheimer Films e distribuito da Buena Vista International.
Ideato e scritto da Ted Elliot e Terry Rossio, il film è il primo capitolo della serie di Pirati dei Caraibi e ispirato all'omonima attrazione dei Parchi Disney. Il cast principale comprende Johnny Depp nei panni di Jack Sparrow, Geoffrey Rush, Keira Knightley, Orlando Bloom, Kevin McNally, Jack Davenport e Jonathan Pryce.
Accolto positivamente dalla critica e dal pubblico, la pellicola ha ottenuto diversi riconoscimenti e cinque candidature agli Oscar 2004 (miglior attore protagonista, miglior trucco, miglior sonoro, miglior montaggio sonoro e migliori effetti speciali).

## Trama
Caraibi, 1720 circa. La piccola Elizabeth Swann e suo padre, il Governatore Weatherby Swann, sono sulla nave inglese HMS Dauntless che li porta a Port Royal. Durante il viaggio si imbattono in una nave in fiamme e un ragazzino di nome Will Turner, svenuto su una zattera, viene salvato e portato a bordo. Quando Elizabeth si accorge che Will ha al collo un medaglione d'oro con inciso un teschio, lei glielo sottrae e lo nasconde perché può essere la prova dell'appartenenza di Will alla pirateria. Nel frattempo, tra la nebbia, gli inglesi vedono allontanarsi una nave dalle vele nere.
Otto anni dopo, Will ha trovato impiego presso il fabbro della città, mentre Elizabeth vive ancora col padre, il quale la vorrebbe sposa del commodoro James Norrington. Nel giorno della sua investitura, Norrington si dichiara a Elizabeth, la quale però, soffocata per il corsetto troppo stretto, cade dagli spalti del forte finendo in mare; così facendo attiva il medaglione, che attrae la Perla Nera, ossia la nave vista otto anni prima. Intanto, Elizabeth viene salvata da uno strampalato personaggio appena arrivato in città, il capitano pirata Jack Sparrow, che inseguito dalle guardie riesce a fuggire facendosi scudo con Elizabeth ma poi, trovato riparo nella bottega del fabbro Will, si scontra con lui finendo imprigionato. Quella stessa notte, l'equipaggio della Perla Nera attacca Port Royal, alla ricerca del medaglione d'oro di Elizabeth; quest'ultima viene catturata e portata a bordo della nave per incontrare Capitan Barbossa. Tramite il parlè, Elizabeth chiede ai pirati di lasciare la città in cambio del medaglione e si presenta come Elizabeth Turner, volendo nascondere la sua identità di figlia del governatore. Barbossa, appreso il suo falso cognome, decide di abbandonare il saccheggio di Port Royal portandosi dietro la ragazza.
Nel frattempo Will convince Jack ad aiutarlo dopo averlo liberato dalla prigione. Grazie ad un piano geniale, Jack riesce a prendere l'Interceptor sotto il naso del commodoro, veleggiando alla volta di Tortuga per arruolare una ciurma. A bordo, il pirata rivela che egli conosceva molto bene il padre di Will, un pirata noto come "Sputafuoco Bill", lasciando il giovane sconvolto.
A Tortuga, Jack contatta un vecchio amico, Mastro Gibbs, che gli procura una ciurma. Durante il viaggio per l'isola, in prossimità di un cimitero di navi, Gibbs si lascia scappare la verità su Jack: quando arrivò la prima volta a Tortuga e creò una ciurma per recarsi a Isla de Muerta, egli era il capitano della Perla Nera, ma a pochi giorni di navigazione il primo ufficiale Barbossa pretese di sapere la destinazione. Jack gliela rivelò, ma il gesto gli costò caro perché subì un ammutinamento, e fu lasciato su un'isola deserta; il pirata riuscì però a fuggire, e ora vuole riprendersi la sua nave e vendicarsi di Barbossa.
A bordo della Perla Nera, Elizabeth scopre che il capitan Barbossa e la sua ciurma sono perseguitati da un'orrenda maledizione: quando Hernán Cortés e i conquistadores spagnoli presero Tenochtitlán nel 1521, gli Aztechi consegnarono a Cortés un forziere di pietra con 882 pezzi d'oro, sui quali le divinità scagliarono una maledizione che fa diventare gli esseri umani né vivi né morti: costoro sembrano vivi, ma quando arriva la luna piena si trasformano in scheletri viventi; inoltre, chiunque abbia sottratto un medaglione del tesoro di Cortés, per spezzare la maledizione e tornare vivo, deve restituirlo con il proprio sangue. Quando la ciurma di Barbossa arrivò sull'Isla de Muerta prese il tesoro, ma presto i pirati si accorsero che non provavano più sensazioni e che non sentivano più niente, cosicché restituirono tutti i singoli pezzi, tranne il medaglione d'oro ora posseduto da Elizabeth.
Nel frattempo, Jack e Will arrivano sull'Isla de Muerta e si dirigono verso la grotta che nasconde il tesoro. Qui Barbossa sta celebrando assieme alla ciurma il rito che servirà a spezzare la maledizione, ma purtroppo non succede niente. I pirati si rendono conto che la ragazza non ha il sangue di Turner e iniziano a litigare; così, approfittando della confusione, Will riesce a raggiungere Elizabeth e a portarla via insieme al medaglione. Nella grotta resta però Jack, catturato da Barbossa che non crede ai suoi occhi, vedendolo davanti a sé ancora vivo e vegeto.
Ora Jack, attraverso il parlè, inganna il suo vecchio equipaggio: mente dicendo che darà loro la possibilità di tornare vivi perché, al contrario di loro, conosce l'identità del vero figlio di Turner. Poco dopo l'Interceptor viene raggiunta dalla Perla Nera e, dopo un furibondo cannoneggiamento in cui il primo vascello viene distrutto, i superstiti vengono portati sulla nave pirata. Will stringe un ingenuo patto con Barbossa per salvare Elizabeth, confessando di essere lui l'erede di Sputafuoco, mandando così a monte i piani di Jack, che voleva ingannare Barbossa per riprendersi la Perla Nera e salvare Elizabeth e Will.
Sia Jack che Elizabeth vengono fatti camminare sull'asse e abbandonati su un'isola deserta (la stessa dove in precedenza Jack era stato lasciato), mentre la Perla Nera riguadagna il mare aperto verso l'Isla de Muerta. Sull'isola la ragazza brucia tutto il rum insieme a piccoli alberi creando un'enorme nuvola di fumo, sperando di farsi notare e riuscendovi: il commodoro Norrigton a bordo della Dauntless li salva e Elizabeth convince la marina britannica a salvare Will in cambio dell'accettazione della proposta del commodoro. Nel mentre i pirati rivelano a Will che il padre di lui era un uomo fedele a Jack, che egli non prese parte all'ammutinamento né prese uno dei pezzi d'oro dal forziere, ma volle sottrarne uno dalla ciurma e spedirlo al figlio per assicurarsi che la maledizione non si spezzasse mai; questo per punire la ciurma proprio di avere ammutinato. Di conseguenza, Barbossa uccise il padre di Will e lo gettò in mare, ma poi scoprì che, per ironia della sorte, per tornare vivi sarebbe servito il sangue di costui.
Arrivati sull'Isla de Muerta, Jack convince Norrington e la marina britannica a restare sulla Dauntless e sparare cannonate ai pirati che usciranno dalla grotta a bordo di scialuppe. Ma così non è: la marina britannica rimane sulle scialuppe mentre la ciurma di Barbossa, che Jack ha ingannato facendoli andare dove si aspettava che la Marina avrebbe teso loro l'imboscata come gli avevano promesso, sale sulla Dauntless e comincia a sparare ai britannici che intraprendono una furiosa lotta per riprendersi la loro nave. Nella grotta Jack rivela di aver ingannato Barbossa per salvare Will ed Elizabeth, e di volerlo uccidere una volta per tutte, per poi salvare Port Royal e riprendersi la nave. Jack e Barbossa sono però entrambi immortali e non possono uccidersi a vicenda, perché Jack aveva sottratto un pezzo dal forziere all'insaputa di tutti, finché Will restituisce i due medaglioni: la maledizione scompare e Jack può finalmente vendicarsi di Barbossa con il colpo che si era conservato da dieci anni.
Benché Jack abbia vinto e salvato tutti, ora è condannato all'impiccagione perché la sua ciurma ha rubato la Perla Nera; per fortuna, Jack riesce a riparare a Port Royal con Will ed Elizabeth e proprio lì Will dichiara i suoi sentimenti a Elizabeth, per poi salvare Jack riportandolo a bordo della sua amata Perla Nera guidata dalla sua ciurma che aveva già deciso di salvarlo. Così Will ed Elizabeth si vogliono sposare mentre Jack ha finalmente la sua Perla Nera.
Nel mentre, la scimmia domestica di Barbossa si avvicina a nuoto al mucchio di ricchezze nella grotta dell'Isla de Muerta. Arrampicatasi sul forziere di pietra, ruba uno degli 882 pezzi d'oro e ritorna ad essere non-morta.

## Produzione
Durante gli anni novanta, gli sceneggiatori Ted Elliott e Terry Rossio iniziarono a lavorare su un nuovo film sui pirati dove a farla da padrone vi erano diversi elementi fantasy e soprannaturali. A marzo del 2001 Jay Wolpert e Stuart Beattie vengono incaricati di riscrivere la sceneggiatura. Il produttore Jerry Bruckheimer, convinto da Dick Cook, si unì al progetto. Nel maggio del 2002 Gore Verbinski venne ingaggiato come regista. Le riprese iniziarono ufficialmente il 28 ottobre del 2002 e terminarono il 7 marzo 2003. Il budget della pellicola era di 140 milioni di dollari. Inizialmente nel progetto venne coinvolto Alan Silvestri, poiché già collaboratore di Verbinski per Un topolino sotto sfratto e The Mexican - Amore senza la sicura; tuttavia, a causa di differenze stilistiche tra Bruckheimer e Silvestri, il compositore venne poi sostituito da Klaus Badelt. Il tema principale del film, tuttavia, è stato composto da Hans Zimmer, mentore di Badelt.

## Distribuzione

### Data di uscita
Il film è uscito negli Stati Uniti il 9 luglio 2003, mentre in Italia il 5 settembre 2003, dopo un'anteprima nazionale il 27 agosto.

### Doppiaggio italiano
La direzione del doppiaggio e i dialoghi italiani sono a cura di Carlo Cosolo, per conto della Cast Doppiaggio S.r.l. Curiosamente, per l'edizione italiana, è stato tolto il riferimento a Davy Jones, nemico principale dei due film successivi, detto da Will Turner a bordo della Perla Nera, e anche il titolo del film è stato modificato.

### Edizioni home video
Il film è stato distribuito in DVD e VHS nel mercato italiano il 29 gennaio 2004, disponibile in edizione disco singolo e disco doppio. Nel 2007 è stata messa in vendita la versione del film ad alta definizione Blu-ray Disc.

## Accoglienza

### Incassi
Il film, realizzato con un budget di 140000000 $, ha incassato 70625971 $ nel primo giorno di proiezione. Alla fine è arrivato a incassare 654264015 $ in tutto il mondo (305413918 $ a livello nazionale e 348850097 $ all'estero), diventando il quarto film con il maggior incasso del 2003. Box Office Mojo stima che il film abbia venduto oltre 50 milioni di biglietti negli Stati Uniti d'America Al botteghino italiano, il film ha incassato 16932373 €.
A febbraio 2021, La maledizione della prima luna è il 141º film con il maggior incasso di tutti i tempi.

### Critica
Il film è stato accolto positivamente dalla critica cinematografica.
Su Rotten Tomatoes ha un punteggio di approvazione dell'80%, basato su 220 recensioni e una valutazione media di 7,1/10. Su Metacritic ha una valutazione media ponderata di 63 su 100, basata sulle recensioni di 40 critici, indicando "recensioni generalmente favorevoli".
Alan Morrison di Empire ha ritenuto che fosse "il miglior blockbuster dell'estate", acclamando tutte le interpretazioni comiche nonostante la sua delusione per le sequenze di cappa e spada.
La performance di Johnny Depp è stata particolarmente elogiata dalla critica e dal pubblico. Il sito di recensioni PopMatters applaude la sua performance dicendo: "Ingegnoso e affascinante, Johnny Depp incarna la fantasia essenziale del film, che la vita di un pirata sia eccitante e libera". Anche James Berardinelli di ReelViews applaude la performance di Depp dicendo: "Pirati dei Caraibi appartiene a Johnny Depp... Porta via Depp e ti ritroverai con un film derivato e noioso".
Roger Ebert ha acclamato le esibizioni di Depp e Rush, e in particolare che "Si può dire che la performance [di Depp] è originale in ogni suo atomo. Non c'è mai stato un pirata, o del resto un essere umano, come questo in nessun altro film... il suo comportamento mostra una vita di prove". Tuttavia, sentiva che il film sarebbe durato troppo a lungo, una critica condivisa dalla recensione negativa di Kenneth Turan, che riteneva che "passasse troppo tempo sul suo enorme cast di supporto di pirati (non così divertente come tutti suppongono) e su pezzi gonfiati di avventura", nonostante abbia apprezzato anche la performance di Depp.

## Riconoscimenti
- 2004 - Premio Oscar
  - Candidatura al miglior attore protagonista a Johnny Depp
  - Candidatura al miglior trucco a Ve Neill e Martin Samuel
  - Candidatura al miglior sonoro a Christopher Boyes, David Parker, David E. Campbell e Lee Orloff
  - Candidatura al miglior montaggio sonoro a Christopher Boyes e George Watters II
  - Candidatura ai migliori effetti speciali a John Knoll, Hal T. Hickel, Charles Gibson e Terry D. Frazee
- 2004 - Golden Globe
  - Candidatura al miglior attore in un film commedia o musicale a Johnny Depp
- 2004 - Premio BAFTA
  - Miglior trucco a Ve Neill e Martin Samuel
  - Candidatura al miglior attore protagonista a Johnny Depp
  - Candidatura ai migliori costumi a Penny Rose
  - Candidatura al miglior sonoro a Christopher Boyes, David Parker, David E. Campbell e Lee Orloff
  - Candidatura ai migliori effetti speciali a John Knoll, Hal T. Hickel, Charles Gibson e Terry D. Frazee
- 2004 - Screen Actors Guild Award
  - Miglior attore protagonista a Johnny Depp
- 2003 - Chicago Film Critics Association Award
  - Candidatura al miglior attore protagonista a Johnny Depp
- 2004 - Empire Award
  - Miglior attore a Johnny Depp
  - Candidatura al miglior film
  - Candidatura alla miglior attrice britannica a Keira Knightley
  - Candidatura alla miglior scena (Scena del rhum)
  - Candidatura al miglior debutto a Mackenzie Crook
- 2003 - Las Vegas Film Critics Society Awards
  - Candidatura al miglior attore protagonista a Johnny Depp
- 2004 - MTV Movie Award
  - Miglior performance maschile a Johnny Depp
  - Candidatura al miglior film
  - Candidatura alla miglior coppia a Johnny Depp e Orlando Bloom
  - Candidatura alla miglior performance comica a Johnny Depp
  - Candidatura alla miglior performance rivelazione a Keira Knightley
  - Candidatura al miglior cattivo a Geoffrey Rush
- 2003 - Satellite Award
  - Candidatura al miglior film commedia o musicale
  - Candidatura al miglior attore in un film commedia o musicale a Johnny Depp
  - Candidatura al miglior attore non protagonista in un film commedia o musicale a Geoffrey Rush
  - Candidatura ai migliori costumi a Penny Rose
  - Candidatura ai migliori effetti speciali a John Knoll
- 2004 - Saturn Award
  - Migliori costumi a Penny Rose
  - Candidatura al miglior film fantasy
  - Candidatura alla miglior regia a Gore Verbinski
  - Candidatura al miglior attore protagonista a Johnny Depp
  - Candidatura al miglior attore non protagonista a Geoffrey Rush
  - Candidatura alla miglior attrice non protagonista a Keira Knightley
  - Candidatura al Cinescape Genre Face of the Future Award a Keira Knightley
  - Candidatura alla miglior colonna sonora a Klaus Badelt
  - Candidatura al miglior trucco a Ve Neill e Martin Samuel
  - Candidatura ai migliori effetti speciali a John Knoll, Hal T. Hickel, Terry D. Frazee e Charles Gibson
- 2004 - Premio Amanda
  - Candidatura al miglior film straniero a Gore Verbinski
- 2004 - Premio Bram Stoker
  - Candidatura alla miglior sceneggiatura a Ted Elliott e Terry Rossio
- 2004 - Critics' Choice Movie Award
  - Miglior film per famiglie
  - Candidatura al miglior attore protagonista a Johnny Depp
- 2004 - Premio Hugo
  - Candidatura alla miglior rappresentazione drammatica (forma lunga) a Gore Verbinski, Ted Elliott, Terry Rossio, Stuart Beattie e Jay Wolpert
- 2004 - Golden Reel Award
  - Miglior montaggio sonoro (Dialoghi e ADR)
  - Candidatura al miglior montaggio sonoro (Effetti sonori)
  - Candidatura al miglior montaggio sonoro (Colonna sonora) a Jeanette Surga, Christopher Brooks e Kenneth Karman
- 2004 - MTV Movie Awards México
  - Eroe più sexy a Orlando Bloom
  - Miglior look a Johnny Depp
- 2013 - People's Choice Award
  - Candidatura alla miglior saga
- 2004 - People's Choice Award
  - Miglior film
- 2003 - Phoenix Film Critics Society Awards
  - Candidatura al miglior film
  - Candidatura alla miglior regia a Gore Verbinski
  - Candidatura al miglior attore protagonista a Johnny Depp
  - Candidatura alla miglior performance rivelazione a Keira Knightley
  - Candidatura alla miglior scenografia a Brian Morris
  - Candidatura ai migliori costumi a Penny Rose
  - Candidatura al miglior trucco a Ve Neill e Martin Samuel
  - Candidatura ai migliori effetti visivi a John Knoll, Hal T. Hickel, Charles Gibson e Terry D. Frazee
- 2003 - Teen Choice Awards
  - Miglior film dell'estate
- 2004 - Teen Choice Awards
  - Miglior bugiardo a Johnny Depp
  - Miglior bacio a Keira Knightley e Orlando Bloom
  - Miglior alchimia a Keira Knightley e Orlando Bloom
  - Miglior combattimento/sequenza d'azione a Orlando Bloom e Johnny Depp
  - Candidatura alla miglior rivelazione a Keira Knightley
- 2003 - Visual Effects Society
  - Migliori effetti visivi a Geoff Heron, Robbie Clot, Jason Brackett e John McLeod
  - Migliori pitture di sfondo a Yanick Dusseault, Susumu Yukuhiro e Jonathan Harb
  - Candidatura alla miglior performance in un film con effetti speciali a Keira Knightley
  - Candidatura ai migliori movimenti a John Knoll, Patrick T. Myers, Hal T. Hickel e Jill Brooks
  - Candidatura ai migliori personaggi animati a Sue Campbell, James Tooley, Geoff Campbell e Dugan Beach
  - Candidatura ai migliori modelli e miniature (l'intercettatore) a Charles Bailey, Peter Bailey, Robert Edwards e Don Bies
  - Candidatura ai migliori modelli e miniature (Hector Barbossa) a Geoff Campbell, James Tooley, Steve Walton e Dugan Beach
  - Candidatura alla miglior fotografia a Carl Miller, Michael Conte e Tami Carter
- 2004 - Eddie Award
  - Miglior montaggio in un film commedia o musicale a Craig Wood, Stephen E. Rivkin e Arthur Schmidt
- 2004 - ASCAP Award
  - Top Box Office Films a Klaus Badelt
- 2004 - Artios Award
  - Candidatura al miglior casting per un film commedia a Ronna Kress
- 2004 - Dallas-Fort Worth Film Critics Association Awards
  - Candidatura al miglior attore protagonista a Johnny Depp
- 2004 - Golden Trailer Awards
  - Candidatura al miglior film d'azione
- 2003 - Hollywood Film Award
  - Miglior film a Gore Verbinski
- 2004 - Irish Film and Television Award
  - Miglior attore internazionale a Johnny Depp
  - Miglior attrice internazionale a Keira Knightley
- 2004 - Taurus World Stunt Awards
  - Miglior combattimento a Tony Angelotti e Mark Aaron Wagner
- 2004 - Young Artist Awards
  - Candidatura al miglior film commedia o musicale per la famiglia
- 2004 - American Choreography Awards
  - Miglior coreografia nei combattimenti a George Marshall Ruge
- 2004 - Art Directors Guild
  - Candidatura alla miglior scenografia in un film periodico o fantasy
- 2003 - Awards Circuit Community Awards
  - Miglior attore protagonista a Johnny Depp
  - Candidatura alla miglior colonna sonora originale a Klaus Badelt
  - Candidatura alle menzioni onorevoli
- 2004 - Cinema Audio Society
  - Candidatura al miglior montaggio sonoro a Christopher Boyes, David Parker, David E. Campbell e Lee Orloff
- 2004 - Costume Designers Guild Awards
  - Candidatura ai migliori costumi in un film periodico o fantasy a Penny Rose
- 2010 - Gold Derby Film Awards
  - Candidatura al miglior attore del decennio a Johnny Depp
- 2004 - Gold Derby Film Awards
  - Candidatura al miglior attore protagonista a Johnny Depp
  - Candidatura ai migliori costumi a Penny Rose
  - Candidatura ai migliori effetti visivi a John Knoll, Hal T. Hickel, Charles Gibson e Terry D. Frazee
- 2004 - Hollywood Makeup Artist and Hair Stylist Guild Awards
  - Miglior trucco periodico
  - Migliori acconciature caratteristiche a Martin Samuel e Lucia Mace
  - Candidatura al miglior trucco caratteristico a Ve Neill e Joel Harlow
  - Candidatura alle migliori acconciature periodiche a Martin Samuel, Lucia Mace e Nina Paskowitz
- 2004 - Italian Online Movie Awards
  - Candidatura al miglior attore protagonista a Johnny Depp
- 2003 - Jupiter Award
  - Miglior attore internazionale a Johnny Depp
- 2004 - Online Film & Television Association
  - Candidatura al miglior attore a Johnny Depp
  - Candidatura ai migliori costumi a Penny Rose
  - Candidatura al miglior trucco e acconciature
  - Candidatura ai migliori effetti visivi a John Knoll, Hal T. Hickel, Charles Gibson e Terry D. Frazee
- 2004 - Online Film Critics Society Awards
  - Candidatura al miglior attore a Johnny Depp
  - Candidatura alla miglior colonna sonora originale a Klaus Badelt
  - Candidatura ai migliori effetti visivi
  - Candidatura ai migliori costumi
  - Candidatura al miglior sonoro
- 2004 - Publicists Guild of America
  - Maxwell Weinberg Award
- 2004 - SFX Awards
  - Miglior attore a Johnny Depp
  - Miglior attrice a Keira Knightley
- 2003 - Village Voice Film Poll
  - Candidatura alla miglior performance a Johnny Depp
- 2003 - Washington DC Area Film Critics Association Awards
  - Candidatura al miglior attore a Johnny Depp
- 2004 - World Soundtrack Awards
  - Candidatura alla colonna sonora originale dell'anno a Klaus Badelt

## Sequel
Il film ha avuto quattro seguiti:
- Pirati dei Caraibi - La maledizione del forziere fantasma (2006)
- Pirati dei Caraibi - Ai confini del mondo (2007)
- Pirati dei Caraibi - Oltre i confini del mare (2011)
- Pirati dei Caraibi - La vendetta di Salazar (2017)